# Mézières (Vaud)
Mézières es una comuna suiza del cantón de Vaud, situada en el distrito de Lavaux-Oron. Limita al noroeste y norte con la comuna de Carrouge, al este con Ferlens, al sureste y sur con Servion, y al suroeste con Montpreveyres.
La comuna formó parte hasta el 31 de diciembre de 2007 del distrito de Oron, círculo de Mézières.

## Personajes
- Henri Guisan, general del ejército suizo durante la SGM.

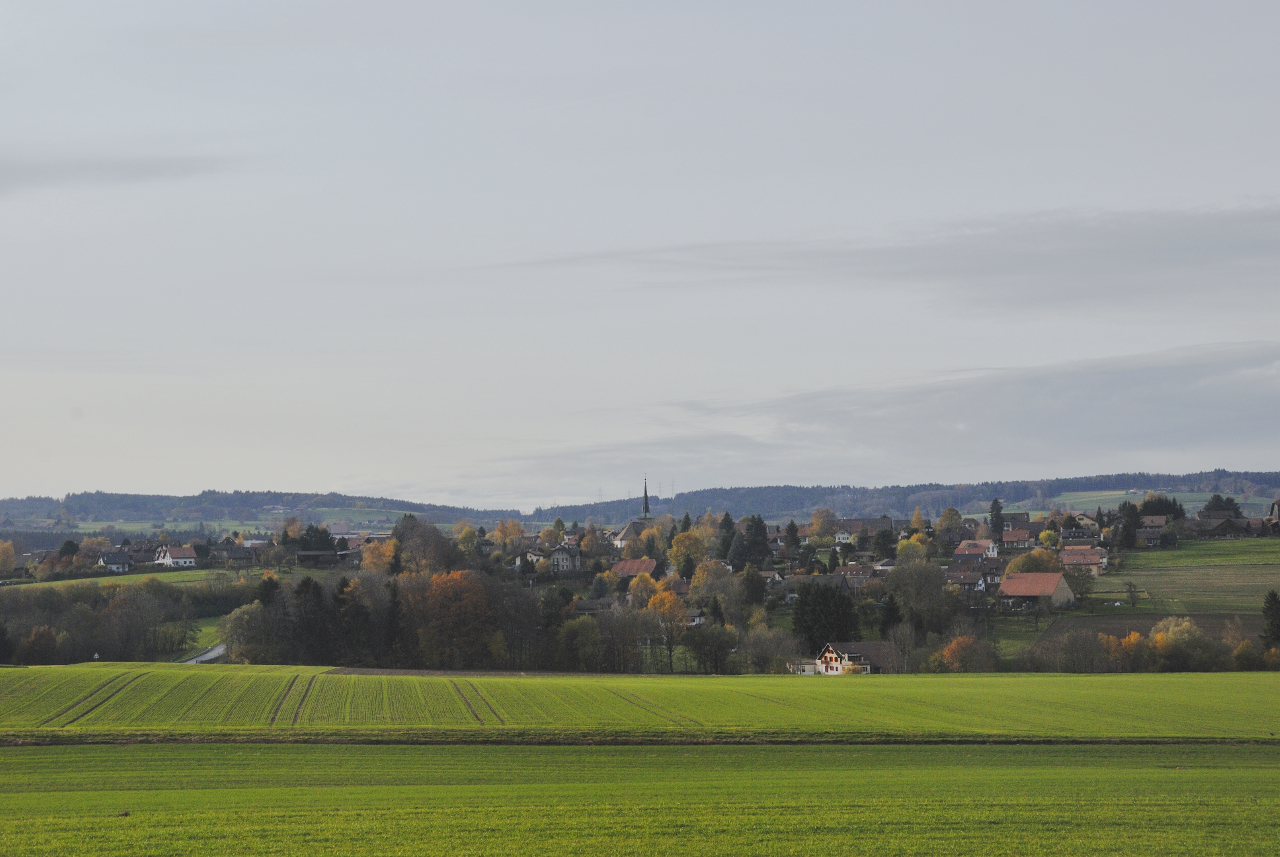
Vista de Mézières.